# Realidad extendida

Tipos de realidad extendida

Realidad extendida (RE) es un término que engloba la realidad virtual, aumentada y mixta. Esta tecnología pretende combinar o reflejar el mundo físico con un "mundo gemelo digital" capaz de interactuar con él.
Este término nace de la idea del continuo de la virtualidad de Milgram y Kishino y persigue el desarrollo de aplicaciones y experiencias en diferentes niveles de interacción mediante una combinación de canales de información: sonidos, reconstrucciones tridimensionales, información aumentada, interacción con el medio digital... Por eso engloba otros conceptos que se enmarcan entre el mundo real y el mundo digital como el cine en 3 Dimensiones, el 5G o la Inteligencia Artificial.
La aparición de la realidad extendida nos permite observar las relaciones con la tecnología desde un nuevo punto de vista, más allá de la realidad aumentada o virtual y ver sus potenciales usos desde una perspectiva más abierta, dando lugar a múltiples posibilidades en la manera en la que nos relacionamos con la tecnología.
Existen sistemas que permiten al usuario usar transiciones entre las diferentes tecnologías de realidad extendida. Por ejemplo, un usuario con un casco de realidad virtual en un ambiente de realidad virtual puede utilizar una transición para interactuar con el ambiente virtual a través de realidad aumentada. Este tipo de tecnología es llamada cross-reality.

## Conceptos de realidad extendida

### Realidad virtual

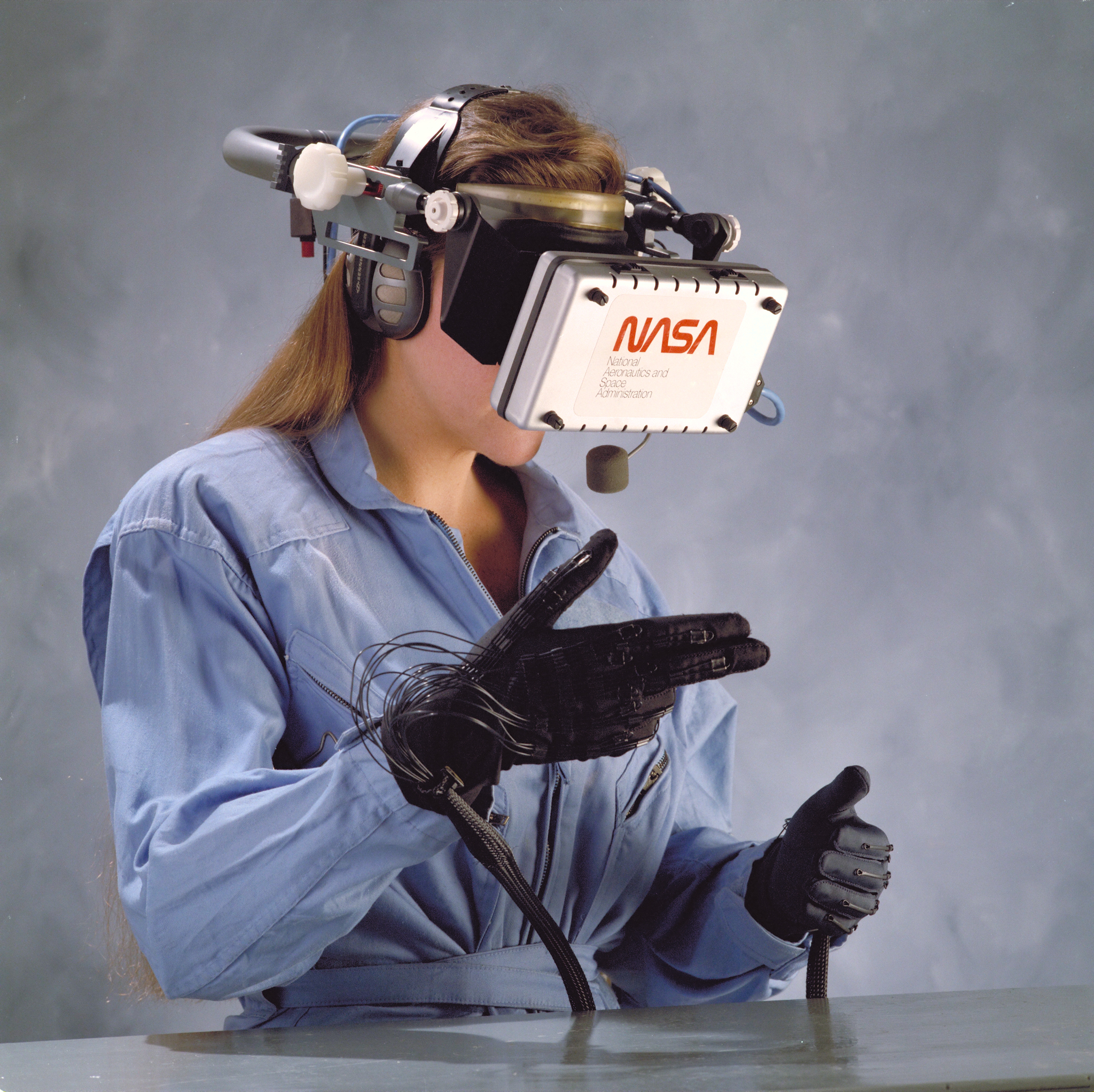
Realidad virtual

La realidad virtual (VR) es un término común para describir contenido que puede reproducirse mediante dispositivos digitales, como dispositivos móviles y gafas de realidad virtual. Su objetivo es una inmersión verdadera o total: la sensación de estar en otro lugar sin estar físicamente en dicho lugar.

### Realidad aumentada

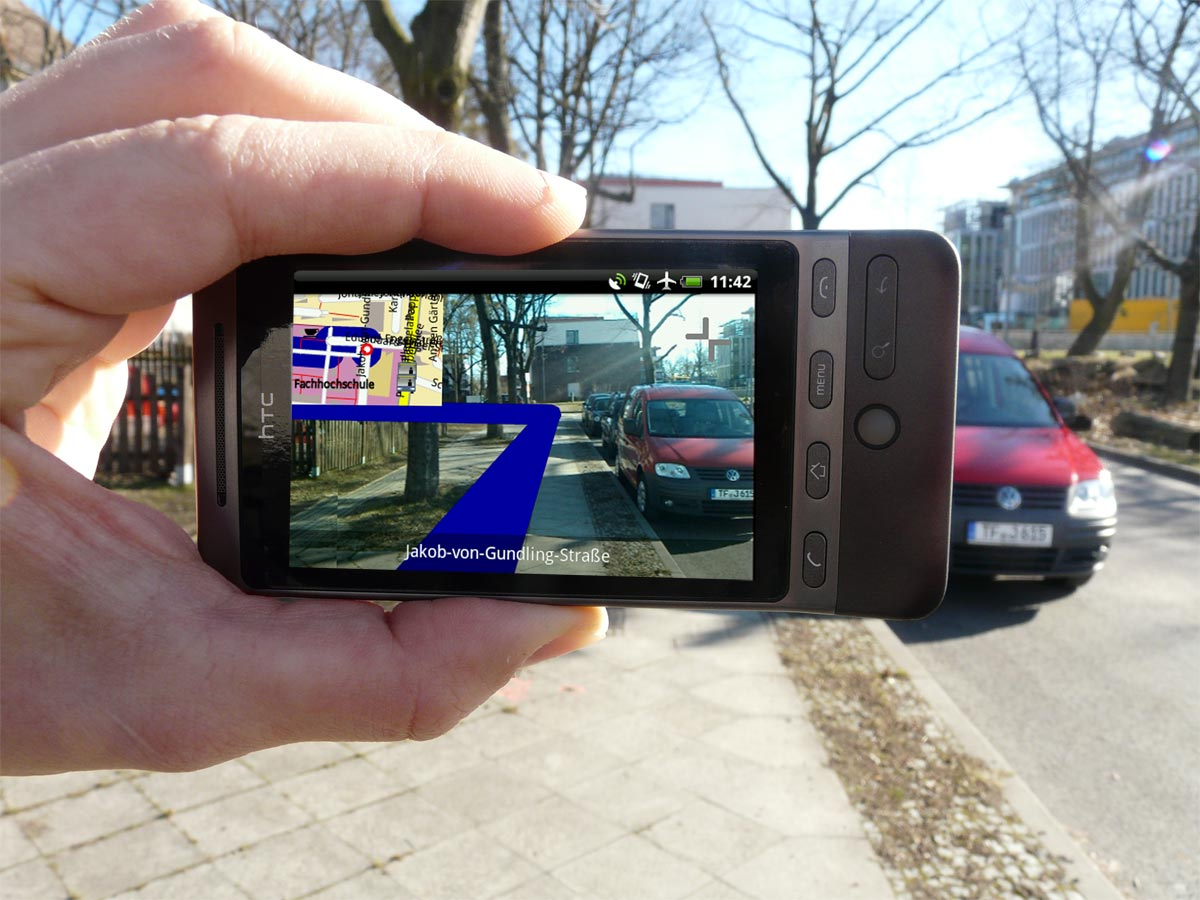
Realidad aumentada

La realidad aumentada (AR) es una tecnología que nos permite usar contenido virtual en el mundo físico, es decir, entornos de aprendizaje combinados donde se mezclan elementos virtuales y reales, proporcionando información al usuario. Se permite integrar objetos virtuales en el mundo real, y al contrario del caso anterior, no se aísla de su realidad. Presenta las siguientes propiedades:
- Combina objetos virtuales y reales en un ambiente real.
- Se ejecuta interactivamente en tiempo real.
- Registra (alinea) objetos reales y virtuales unos con otros.
- Es aplicada a todos los sentidos del usuario.

Son muchos los ejemplos de realidad aumentada, como Google Maps, Google Lens, manuales de usuario de determinadas marcas o videojuegos de personajes que cobran vida, como Pokémon GO.

### Realidad mixta

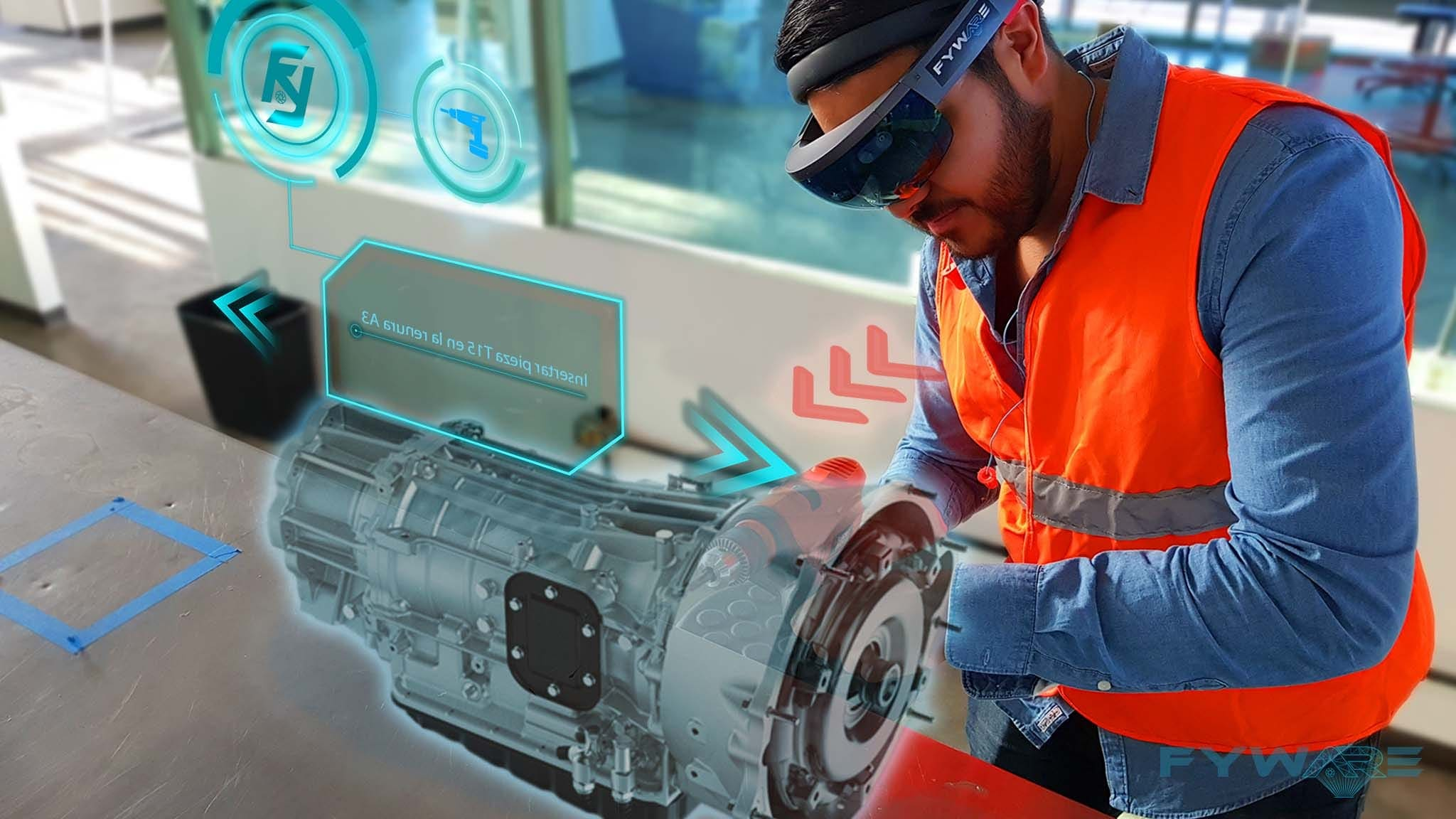
Realidad mixta

La realidad mixta (MR) es la combinación entre la realidad aumentada y la virtual. Es un término utilizado para describir la fusión de un entorno del mundo real y uno generado por computadora. Los objetos físicos y virtuales pueden coexistir en entornos de realidad mixta e interactuar en tiempo real.

## Origen y evolución de la realidad extendida
En 1838, el científico Charles Wheatstone describió el concepto de visión binocular, donde el cerebro es capaz de combinar dos imágenes para crear una imagen en 3D. Esto llevó al desarrollo de los primeros estereoscopios, dispositivos que combinaban un par de imágenes y las convertían en una imagen tridimensional. Hoy en día estos dispositivos se utilizan en realidad virtual para crear profundidad.
El origen de la realidad extendida se remonta a finales de los años 50 del siglo XX. Morton Heilig fue el creador de la máquina llamada Sensorama, que en su patente de 1962 definía como una forma de estimulación sensorial para lograr una experiencia más realista. En este sentido, la aparición de la realidad aumentada nace alrededor del año 1990. Años más tarde, en 1999, Hirokazu Kato creó ARToolKit, una completa biblioteca de herramientas de código abierto para crear aplicaciones de realidad aumentada. Esto supuso el impulso definitivo para los desarrolladores e investigadores de este campo.

## Usos y herramientas de realidad extendida
Cada vez surgen más dispositivos basados en formas de interacción natural e intuitiva y que están alcanzando éxito comercial y acercando las nuevas tecnologías a una mayor cantidad de usuarios.[cita requerida] Algunos usos y herramientas relacionadas con la realidad extendida son:

### Videojuegos
Existen videojuegos que hacen uso de la realidad aumentada como Invizimals (2009), en los que el jugador debe usar la cámara del dispositivo para encontrar unas criaturas como si estuvieran en el mundo real. Otros juegos como Ingress (2012), Pokémon Go (2016), o Monster Hunter Now (2023), usan la realidad aumentada mostrando un mapa con la geolocalización del jugador para jugar.

### Aplicaciones infantiles
sería el caso de Quiver, una aplicación basada en un libro infantil que permite a los niños colorear una plantilla y, posteriormente, escanearla con un dispositivo para observar cómo su dibujo cobra vida. Una aplicación muy similar es Chromeville. Desde el punto de vista educativo, tanto la realidad aumentada como la realidad virtual, englobadas dentro del término realidad extendida, ofrecen múltiples ventajas y es que, a través de este tipo de aplicaciones, se facilita un aprendizaje constructivista y se fomenta la colaboración más allá del espacio físico.

### Redes sociales
Algunas redes sociales como Instagram, Facebook o Snapchat permiten usar filtros de realidad aumentada . Estos sirven para colocar sobre el rostro del usuario diferentes elementos como maquillaje, pegatinas, texto o distintos accesorios que solo existen a través de la pantalla.
Decoración y tiendas de muebles en línea: el mundo de la realidad mixta también ha influenciado fuertemente el campo del diseño y la decoración. Esta tecnología permite tomar fotografías o vídeos de una habitación en concreto con la cámara de un teléfono inteligente y después insertar en ella un mueble virtual, por ejemplo, un sofá en tres dimensiones. La mayor ventaja de esto es que el cliente puede saber sin necesidad de imaginárselo cómo quedará ese sofá en su salón o si debe o no cambiar los muebles de su cocina y esto facilita mucha la decisión de compra y la tarea de los diseñadores y vendedores. En este aspecto, podemos destaca la aplicación de la multinacional sueca IKEA, que en el año 2017 lanzó Ikea Place, una aplicación de realidad mixta disponible en Google Play que nos ayuda a decorar nuestra casa integrando muebles en 3 dimensiones directamente desde su catálogo. En la aplicación, los muebles tienen consciencia del espacio y de la distancia y se colocan en la escala adecuada para que veamos cómo quedarían realmente.

### Robótica e inteligencia artificial
En el campo de la robótica e inteligencia artificial se trata de la capacidad de las máquinas para usar algoritmos, aprender de los datos y utilizar lo aprendido en la toma de decisiones de la misma forma en la que lo haría un ser humano. A diferencia de estos, las máquinas no necesitan descansar y pueden trabajar con grandes cantidades de información en un instante. Cada vez más, el uso de la inteligencia artificial y los robots tienen más impacto en áreas como la salud, el bienestar, la educación, el trabajo y las relaciones interpersonales.

### Exploración del espacio
El uso de sistemas de realidad extendida (RE) tiene una larga historia en la exploración del espacio. El primer uso de tales por parte de la NASA es el simulador LOLA (Lunar Orbiter Láser Altimeter) con el cual se entrenaron con éxito los astronautas, tripulantes de las misiones Apolo 11 y Apolo 12. La NASA construyó varios simuladores de vuelo en movimiento para permitir que los astronautas ensayen para el aterrizaje de los transbordadores espaciales. Gracias a las computadoras portátiles, los astronautas ya podrían traer versiones portátiles de sus simuladores de vuelo con los que poder practicar el aterrizaje mientras estén en órbita terrestre baja. A partir de los 90, se empieza a usar un simulador de RE para entrenar la ayuda simplificada para rescate EVA. En numerosas ocasiones hoy en día, la RE se está aplicando con éxito en la Estación Espacial Internacional (EEI):

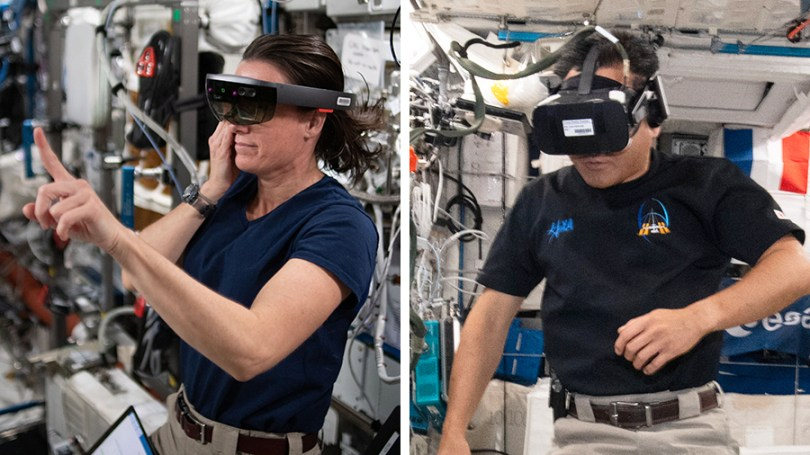
RA y RV en uso en la EEI

- Fotografía RV 360: Por cortesía de la EEI se puede observar la Tierra en tiempo real. Acercar el público internacional al día a día de la vida en EEI es parte de las relaciones públicas de EEI y NASA con la idea de difundir información y ganar apoyo en los proyectos.[24]
- Investigación científica en la EEI.
- Integración de realidad aumentada e inteligencia artificial para proporcionar una mejor conciencia situacional de los astronautas a través de los cascos de realidad aumentada Microsoft HoloLens. Es parte del proyecto Sidekick de NASA y Microsoft y está en uso en la EEI desde diciembre de 2015.[25]
- Tele-presencia en robonautas dentro del proyecto Pilote.[26]
- Alivio de los efectos del viaje espacial en el cuerpo humano.
- Efecto perspectiva: La miniserie de realidad virtual Space Explorers: The ISS Experience (2020), filmada por los astronautas de la EEI con la ayuda de cámaras de realidad virtual hechas a medida y diseñadas para operar en gravedad cero, ofrece a los espectadores una perspectiva única de nuestro planeta y la vida en la EEI.[27]

### Educación
La realidad extendida permite experiencias interactivas que pueden aumentar la motivación y el rendimiento académico de los alumnos. La gamificación, o la creación de museos y exposiciones virtuales son ejemplos de su aplicación en este ámbito. Esta tecnología puede llegar a facilitar la comprensión de conceptos abstractos y fomentar habilidades críticas, imaginativas y colaborativas.
Existen desafíos respecto a la, como la falta de formación docente, o la brecha digital entre el alumnado.  Su integración en el sistema educativo requiere una implementación cuidadosa, alineada con principios pedagógicos.